# کشور ما را نجات دهید

آرم ایالت ما را نجات دهید

کشور ما را نجات دهید(SOS) یک سازمان فعال مخالف مهاجرت غیرقانونی در کالیفرنیا است. روش این سازمان حول محور «انتقال درد» می‌چرخد و مرکز حقوقی فقر جنوبی آن را بعنوان یک گروه نفرت توصیف کرده‌است.
از نوامبر ۲۰۰۹،Saveourstate.org غیرفعال شده‌است و پیام «تالارهای Saveourstate.org و وب‌سایت به‌طور نامحدود بسته شده‌اند» را دارد. از آن زمان، بخش شمالی کالیفرنیا هدایت این سازمان را بر عهده گرفت.

## اصل و نسب
این گروه نام خود را از پیشنهاد ۱۸۷ کالیفرنیا در سال۱۹۹۴، که به عنوان ابتکار «ایالت ما را نجات دهید» شناخته می‌شود، گرفته‌است. این پیشنهاد، که مراقبت‌های بهداشتی و تحصیلی توسط مالیات دهندگان را برای ساکنان غیرقانونی کالیفرنیا رد می‌کرد، توسط اکثریت رای‌دهندگان در سال۱۹۹۴ تصویب شد اما بلافاصله در دادگاه بچالش کشیده شد و در نهایت توسط یک دادگاه منطقه ای ایالات متحده رد شد.
این گروه در ژوئیه۲۰۰۴ توسط جوزف ترنر، ساکن ونتورا، که از گروه‌های اصلاحات مهاجرتی موجود که کمپین‌های نامه‌نویسی آنها را بی‌اثر می‌دانست، ناراضی بود، تشکیل داد. ترنر در مصاحبه ای اظهار داشت: «اعتقاد ما این است که اگر این کار موثر بود یا هر نوع تاثیر مثبتی داشت، در موقعیتی که در آن هستیم قرار نمی‌گرفتیم.» در مقابل، تاکتیک‌های کشور ما را نجات دهید مشخصاً «تهاجمی» و «در صورت شما» هستند. زبان آنها این را منعکس می‌کند و عمداً از آنچه به نظرشان صحت سیاسی است که زبان دهه ۱۹۹۰ را مشخص می‌کند، اجتناب می‌کنند. به عقیده ترنر و بسیاری از حامیان او، درستی سیاسی و چندفرهنگی هر دو عواملی هستند که در ادامه ورود بیگانگان غیرقانونی به ایالات متحده نقش دارند.

## تاکتیک

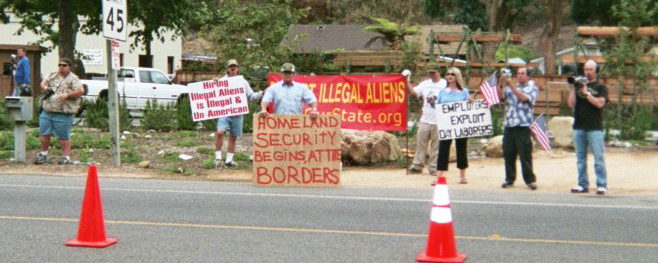
اعتراضات ایالت ما را نجات دهید یک مرکز کار روزانه در لاگونا بیچ ،۲۵ سپتامبر ۲۰۰۵.

اعضای کشور ما را نجات دهید اغلب به خارج از شهر خود سفر می‌کنند تا به سایت‌های کار روزانه در جوامع دیگر اعتراض کنند، که گاهی اوقات انتقاد مردم محلی را برای انجام این کار برانگیخته‌اند. آنها به داشتن علائم، اسپری فلفل و سایر سلاح‌ها و دوربین‌های ویدیویی معروف هستند که با آن‌ها فیلم‌هایی را از رویدادهای روز تا خدمات اشتراک‌گذاری ویدیو ارسال می‌کنند.
ترنر از فلسفه اساسی اعتراضات به عنوان «انتقال درد» یاد می‌کند، تاکتیکی که او به همسرش اعتبار می‌دهد.

## فعالیت‌ها

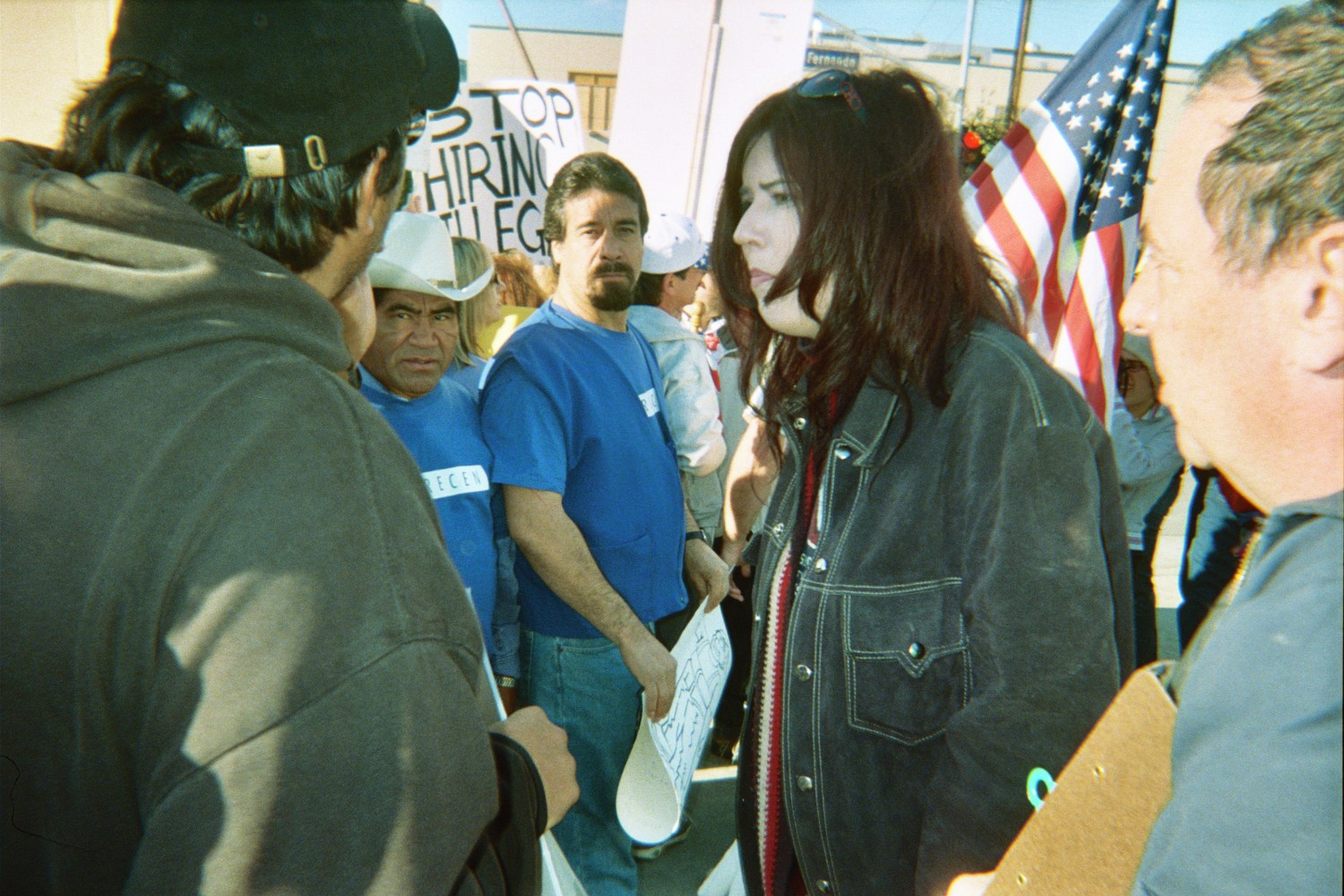
کشور ما را نجات دهید و تظاهرکنندگان متقابل در خارج از انبار خانه در گلندیل، کالیفرنیا ،۱۰ دسامبر ۲۰۰۵.

اولین اقدام کشور ما را نجات دهید در دسامبر۲۰۰۴ بود، زمانی که پس از راه‌اندازی یک وب‌سایت با یک فروم، آن‌ها اعلام کردند که هوم دیپو را برای تأمین مالی مراکز کار روزانه در یا نزدیک محل فروشگاه‌شان تحریم می‌کنند. این کمپین تا کنون ادامه دارد و اعضای کشور ما را نجات دهید به‌طور معمول برای اعتراض به مکان‌های هوم دیپو سفر می‌کنند.

### پارک بالدوین
اقدام بعدی این گروه جنجال زیادی برانگیخت. آنها به اثر هنری تاریخی رقص‌های بومی در ایستگاه مترولینک پارک بالدوین اعتراض کردند. این اثر که توسط شهر سفارش داده شد و توسط استاد دانشگاه کالیفرنیا، لس آنجلس، هنرمند چیکانا و جودی باکا، بنیانگذار اسپارک با مشارکت جامعه طراحی شد، دارای چندین کتیبه که دو مورد از آنها خشم فعالان ضد مهاجرت غیرقانونی را برانگیخت. در نقل قولی از نویسنده شیکانا، گلوریا آنزالدوآ آمده‌است: "این سرزمین زمانی مکزیکی بود، همیشه هندی بود و هست و خواهد بود." دیگری خواند: «قبل از اینکه بیایند بهتر بود». در مورد نقل قول اول، ترنر اظهار داشت: "این فتنه انگیز است. اساساً در مورد بازگرداندن این سرزمین به مکزیک صحبت می‌کند." دربارهٔ نقل قول دوم، که باکا بیان می‌کند که در واقع توسط یک ساکن پارک بالدوین سفیدپوست که از هجوم مکزیکی‌ها پس از جنگ جهانی دوم ابراز تاسف می‌کند، گفته‌است که اجازه دادن به تفسیر بیننده از "آنهاً برای فاش کردن چیزی در مورد بیننده، عمداً مبهم است. کشور ما را نجات دهید ادعا می‌کند که مرجع "آنها" "مردم سفید پوست" هستند.
در ۱۴مه ۲۰۰۵، تقریباً ۲۵عضو سازمان کشور ما را نجات دهید را در جلوی بنای یادبود نگه داشتند. ۳۰۰ معترض متقابل نیز حاضر شدند و شعارهایی مانند «نژادپرستان به خانه برگرد» سر دادند و پرچم مکزیک را در مقابل پرچم‌های آمریکا که توسط «ایالت ما را نجات دهید» به نمایش گذاشتند. پلیس با تجهیزات ضدشورش از چندین بخش مجاور فراخوانده شد تا دیوار جدایی بین گروه‌ها را حفظ کند. یک زن مجروح شد؛ او یک شبه برای مشاهده بازداشت شد اما روز بعد آزاد شد.
مانوئل لوزانو، شهردار سابق پارک بالدوین، علناً از زبان این بنای تاریخی بعنوان یک اثر هنری، بنابراین بیان آزادانه دفاع کرده و حمایت خود را از سازمان‌های معترض با «دست دادن» در میان صفوف آنها نشان داده‌است. او علناً کشور ما را نجات دهید را بعنوان یک «گروه نفرت» توصیف کرده‌است. شهردار لوزانو رهبری شورای شهر بالدوین پارک را به‌طور رسمی اعلام کرد که این بنا در ۲۵ ژوئن۲۰۰۵ دست نخورده باقی خواهد ماند.

## ارتباط ادعایی با گروه‌های افراطی
کشور ما را نجات دهید را بعنوان یک گروه نفرت ضد مهاجر توسط مرکز حقوقی فقر جنوبی توصیف کرده‌است. در سال۲۰۰۵، مرکز حقوقی فقر جنوبی گزارش داد که برتری‌طلبان سفیدپوست در تظاهرات «ایالت ما را نجات دهید» شرکت کرده‌اند، و بیان کرد که انجمن‌های آنلاین «ایالت ما را نجات دهید» اغلب حاوی اظهارات تحقیرآمیز یا مبتنی بر نفرت در مورد مکزیکی‌ها و سایر لاتین تبارها هستند. همان گزارش از ترنر نقل می‌کند که می‌گوید: «بنظر می‌رسد که ما نمی‌توانیم کاری انجام دهیم تا آنها را از عقب‌نشینی از فعالیت‌های ما دور کنیم. [ما واقعاً نمی‌توانیم کاری در مورد آن انجام دهیم." و اعتراف می‌کند که چندین نفر از برتری گرایان سفیدپوست را از انجمن‌ها اخراج کرده‌است،اگرچه اجازه می‌دهد نظرات توهین آمیز باقی بمانند،تا زمانی که از خشونت حمایت نکنند.
رهبران کشور ما را نجات دهید افراطی‌ترین پوست‌های نژادپرست را مجبور به ترک اعتراضات خود کرده‌اند و آنها را از رویدادهای این گروه منع کرده‌اند. با این حال، معترضانی با لباس پرچم کنفدراسیون همچنان به‌طور معمول در اعتراضات دیده می‌شوند.